# Pterolophia ecaudata
Pterolophia ecaudata är en skalbaggsart som beskrevs av Hermann Julius Kolbe 1894. Pterolophia ecaudata ingår i släktet Pterolophia och familjen långhorningar. Inga underarter finns listade i Catalogue of Life.